# Edgewood, Illinois
Edgewood là một làng thuộc quận Effingham, tiểu bang Illinois, Hoa Kỳ. Năm 2010, dân số của làng này là 440 người.

## Dân số
Dân số qua các năm:
- Năm 2000: 527 người.
- Năm 2010: 440 người.